# Parque Nacional do Rio Novo
O Parque Nacional do Rio Novo é um parque nacional brasileiro localizado no Pará  criado em 2006. Como muitos parques da região amazônica, sofre com situação fundiária não regularizada e desmatamento e mineração ilegais. Ainda assim, grande parte do parque ainda é coberta por vegetação nativa.